# Krognoshuset
La maison Krognoshuset dans la ville de Lund, dans le sud de la Suède, est le plus ancien bâtiment laïque conservé de la ville. Certaines parties du bâtiment datent du XIVe siècle.

## Histoire
La maison indépendante s'élevait au fond d'une cour sur ses espaces verts. La place Mårtenstorget a été construite au XVIIe siècle. Les restes d'un bâtiment indépendant en briques ont été trouvés directement au nord de la maison. Le nom vient de la famille noble danoise de Krognos, qui étaient également les premiers propriétaires connus du complexe de 1390 à au moins 1619.
Dans la seconde partie du XVIIe siècle - l'Université de Lund est inaugurée en 1668 - le bâtiment devient la propriété d'universitaires, dont Erasmus Sack, Thomas Ihr et Johan Jacob Döbelius. Le roi Charles XII, qui, sous l'impression de la grande guerre du Nord, résida à Kungshuset non loin de Krognoshuset pendant quelques années, abrita son bureau dans la cour entre 1716 et 1718.
Avec la refonte du quartier et la construction de Mårtenstorget à partir de 1840, le bâtiment est resté une propriété privée. Vers 1900, un restaurant était exploité au premier étage. En 1905, la maison a été achetée par la ville et entièrement rénovée en 1916 par l'architecte Theodor Wåhlin, dans le but de donner au bâtiment un aspect original et monastique. De plus, tous les bâtiments agricoles qui étaient restés après la construction de Mårtenstorget ont été démolis.
En 1929, la ville a légué la maison à une association artistique, qui l'exploite et l'utilise depuis pour des expositions. Le bâtiment est classé monument historique depuis 1974 .